# Blake Bellefeuille
Pour les articles homonymes, voir Bellefeuille.
Blake André Bellefeuille (né le 27 décembre 1977 à Framingham, dans l'État du Massachusetts aux États-Unis) est un joueur professionnel américain de hockey sur glace.

## Carrière de joueur
Meneur de tous les temps au niveau des points de son école secondaire, il rejoignit les Eagles de Boston College pour quatre saisons. Il fut nommé pour la deuxième équipe d'étoiles de sa association. Il signa ensuite un contrat avec les Blue Jackets de Columbus de la Ligue nationale de hockey. Il n'y joua que cinq parties en deux saisons.
Par la suite, il continua à évoluer dans la Ligue américaine de hockey jusqu'en 2004. La saison suivante, il joua dans la United Hockey League avant de faire un bref retour dans la LAH en 2005-2006. Il passa les deux dernières saisons de sa carrière avec les Checkers de Charlotte dans l'ECHL.

## Statistiques de carrière
| Saison    | Équipe                     | Ligue      |    | Saison régulière | Saison régulière | Saison régulière | Saison régulière | Saison régulière |   | Séries éliminatoires | Séries éliminatoires | Séries éliminatoires | Séries éliminatoires | Séries éliminatoires |
| Saison    | Équipe                     | Ligue      | PJ | B                | A                | Pts              | Pun              | PJ               | B | A                    | Pts                  | Pun                  |                      |                      |
| 1994-1995 | Flyers de Framingham       | HS[Quoi ?] | 30 | 42               | 50               | 92               | -                | -                | - | -                    | -                    | -                    |                      |                      |
| 1995-1996 | Flyers de Framingham       | HS         | 30 | 31               | 60               | 91               | -                | -                | - | -                    | -                    | -                    |                      |                      |
| 1996-1997 | Eagles de Boston College   | NCAA       | 34 | 16               | 19               | 35               | 20               | -                | - | -                    | -                    | -                    |                      |                      |
| 1997-1998 | Eagles de Boston College   | NCAA       | 41 | 19               | 20               | 39               | 35               | -                | - | -                    | -                    | -                    |                      |                      |
| 1998-1999 | Eagles de Boston College   | NCAA       | 43 | 24               | 25               | 49               | 80               | -                | - | -                    | -                    | -                    |                      |                      |
| 1999-2000 | Eagles de Boston College   | NCAA       | 41 | 19               | 32               | 51               | 30               | -                | - | -                    | -                    | -                    |                      |                      |
| 2000-2001 | Crunch de Syracuse         | LAH        | 50 | 5                | 5                | 10               | 18               | 5                | 0 | 0                    | 0                    | 0                    |                      |                      |
| 2001-2002 | Crunch de Syracuse         | LAH        | 75 | 11               | 19               | 30               | 33               | 4                | 2 | 0                    | 2                    | 0                    |                      |                      |
| 2001-2002 | Blue Jackets de Columbus   | LNH        | 2  | 0                | 1                | 1                | 0                | -                | - | -                    | -                    | -                    |                      |                      |
| 2002-2003 | Crunch de Syracuse         | LAH        | 63 | 12               | 19               | 31               | 44               | -                | - | -                    | -                    | -                    |                      |                      |
| 2002-2003 | Blue Jackets de Columbus   | LNH        | 3  | 0                | 0                | 0                | 0                | -                | - | -                    | -                    | -                    |                      |                      |
| 2003-2004 | Bruins de Providence       | LAH        | 7  | 1                | 0                | 1                | 2                | -                | - | -                    | -                    | -                    |                      |                      |
| 2003-2004 | Admirals de Norfolk        | LAH        | 59 | 4                | 8                | 12               | 17               | 5                | 1 | 1                    | 2                    | 0                    |                      |                      |
| 2004-2005 | Trashers de Danbury        | UHL        | 44 | 16               | 14               | 30               | 14               | -                | - | -                    | -                    | -                    |                      |                      |
| 2004-2005 | Sound Tigers de Bridgeport | LAH        | 1  | 0                | 0                | 0                | 0                | -                | - | -                    | -                    | -                    |                      |                      |
| 2005-2006 | Checkers de Charlotte      | ECHL       | 25 | 7                | 10               | 17               | 21               | 1                | 0 | 2                    | 2                    | 0                    |                      |                      |
| 2005-2006 | Wolf Pack de Hartford      | LAH        | 5  | 1                | 1                | 2                | 4                | -                | - | -                    | -                    | -                    |                      |                      |
| 2005-2006 | Phantoms de Philadelphie   | LAH        | 22 | 0                | 3                | 3                | 20               | -                | - | -                    | -                    | -                    |                      |                      |
| 2006-2007 | Checkers de Charlotte      | ECHL       | 68 | 29               | 35               | 64               | 45               | 5                | 2 | 0                    | 2                    | 0                    |                      |                      |
| 2007-2008 | Checkers de Charlotte      | ECHL       | 60 | 23               | 24               | 47               | 27               | 3                | 0 | 0                    | 0                    | 2                    |                      |                      |

## Trophées et honneurs personnels
Hockey East
- 2000 : nommé pour la 2e équipe des étoiles de sa association.

## Transactions en carrière
- 26 mai 2000 : signe un contrat comme agent libre avec les Blue Jackets de Columbus.